# 法國本土
法國本土（法語：France métropolitaine），或者国际法上称法国欧洲领土（Territoire européen de la France），是指法兰西共和国位于欧洲的部分。其包括了欧洲大陆部分以及如科西嘉岛的位于大西洋、地中海、英吉利海峡的岛屿，总面積达543,965平方公里。法國本土語言為法語，文字為法文，前三大城市分別為位居北部的首都巴黎、南部的馬賽、以及東部的里昂。地區最高點為勃朗峰（4817米），而最長河流為卢瓦尔河，長1020公里。

## 歷史
数十万年前，法国本土就已有人类居住。公元前57年，法国本土稱高盧，居民多為高盧人。而於公元5世紀法蘭克人移此定居。
大約在10世紀，查理曼帝國分裂；根據《凡尔登条约》，法国本土地區的西法兰克帝国逐漸成為現在的法蘭西。15世紀，英國入侵法国本土，爆發百年戰爭。
1789年爆發法國大革命，並開始逐步建立起議會制共和。而后法國本土多次在共和制、君主制和帝制之间交叉轉化，直至第三共和於1871年成立才稳定下来。
第二次世界大戰爆发，1940年纳粹德國占领法国本土。
戰後，法國成立議會制的法蘭西第四共和國。1958年，法國成立半總統制的法蘭西第五共和國。今天的法国本土仍由法兰西第五共和国政府统治。法國本土仍是世界上最先進的地區之一。

## 政區

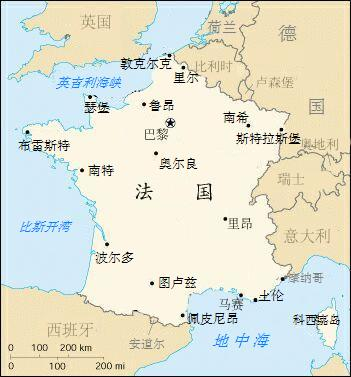
法國本土

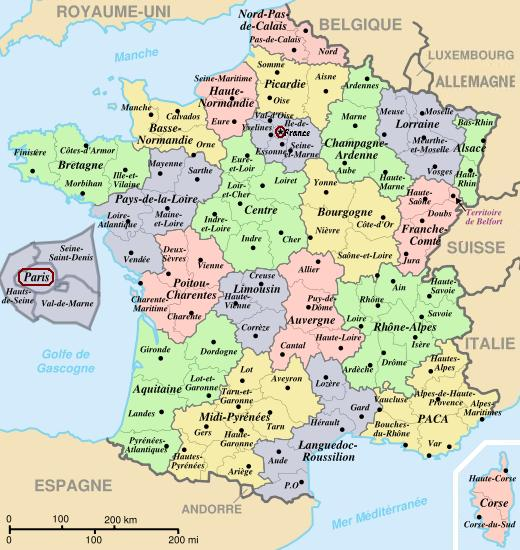
法國本土行政區劃

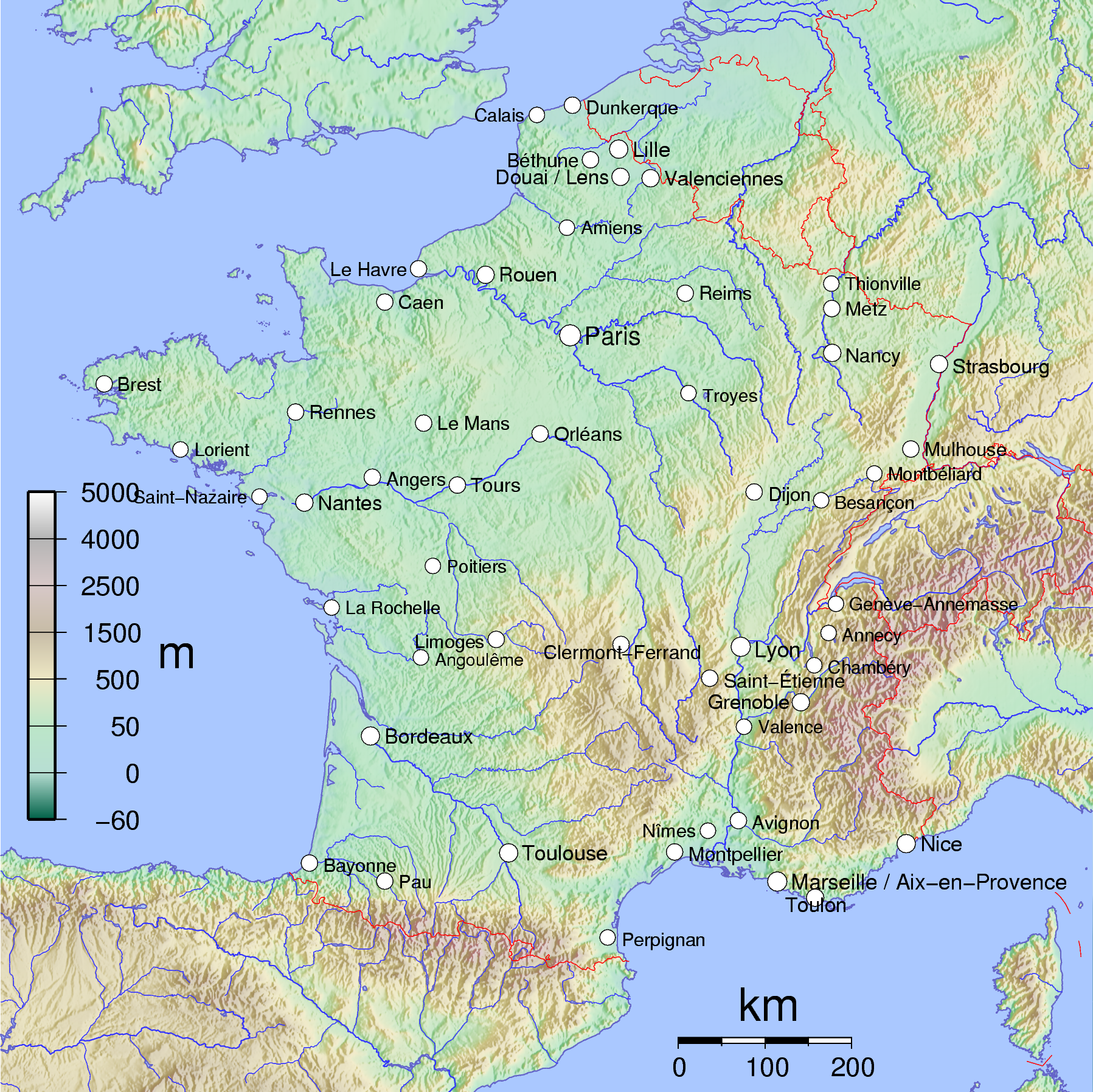
法国本土城市

法国分成18個大區（行政区的一种，本土有13個）（法语：Régions administratives），這些行政區再進一步分割成100個省（本土有96個）（法语：Départements）。這些省份都主要被按字母順序編號，這些號碼被用于郵遞區號或車輛牌照。省由区（法语：arrondissement）組成，每個区包括数个市鎮（法语：commune）；而市鎮是法国最小的行政区划單位。

## 地理
法國本土地理面積54萬3965平方公里，地區呈六角形，法国本土地勢东南高西北低，西部和東部地區屬西歐平原，法国在此濒临英吉利海峡、地中海和大西洋。南部地區有同時也是法國與西班牙的國界，東南部是阿爾卑斯山脈，中南部還有中央高原。主要的河流有卢瓦尔河、罗讷河和塞納河等。

### 氣候
法国本土大部分地区属于阔叶林温带海洋性气候，冬温夏凉，常年有雨，东部和山地大陆性较显著，南部属于地中海气候。
法国本土月平均气温：1月西部及南部约4－7℃，东部及北部约1－3℃；7月北部及西部约16－18℃，南部及东部约21－24℃。年降水量600－800毫米，山区达1500毫米以上。

## 人口
根据法国人口普查显示，法国本土總共有62,793,432人 。

## 語言
官方語言為法語，虽然地方还包括一些方言，法語依然是全國官方語言。阿尔萨斯语是法国本土的第二大語言。